# مقاطعة بالارد (كنتاكي)
مقاطعة بالارد (بالإنجليزية: Ballard County)‏ هي إحدى المقاطعات في ولاية كنتاكي في الولايات المتحدة الأمريكية.